# Metriopepla
Metriopepla là một chi bọ cánh cứng trong họ Chrysomelidae.
Chi này được miêu tả khoa học năm 1882 bởi Fairmaire.

## Các loài
Chi này gồm các loài:
- Metriopepla inornata (Waterhouse, 1877)